# Hamradun
«Hamradun» — рок-группа с Фарерских островов. Группа была образована в 2015 году бывшим вокалистом фарерской рок-группы Týr Пёлем Арни Хольмом и гитаристом Уни Дебессом. По словам Пёля Арни, проект Hamradun является сочетанием его интереса к древним балладам и народной культуре с фоновой блюзовой музыкой Уни.
Название коллектива является сочетанием фарерских слов «hamrar» и «dun». Слово «hamrar» переводится как «вершины гор», а «dun» — как «грохот».
Одноимённый дебютный альбом группы был выпущен 23 октября 2015 года фарерской звукозаписывающей кампании «Tutl». Альбом включает в себя гимн Фарер, ирландскую народную музыку, фарерские традиционные мелодии, а также собственный материал.
Группа была номинирована на Фарерскую национальную музыкальную премию в 2016 году.

## Состав
- Пёль Арни Хольм — вокал
- Уни Дебесс — гитара
- Йон Аки Эгольм — ритм-гитара/вокал
- Финнер Хансен — клавишные
- Хери Рейнхайм — бас
- Рани Хаммерсайб Кристиансен — ударные

## Дискография
- Hamradun (2015)
- Hetjuslóð (2019)